# Claes Dieden
Claes Ove Dieden, född 4 juni 1942 i Hedvig Eleonora församling i Stockholm, död 11 mars 2021 i Adolf Fredriks församling, Stockholm, var en svensk sångare, låtskrivare och radioman.
Dieden var 1965 till 1967 medlem i Science Poption, innan han solodebuterade. Han låg på Tio i topp med låten Da Doo Ron Ron 1969 och på Svensktoppen med Hit kommer jag nog inte mer 1970. 
I början av 1970-talet lämnade han dock musikerbanan och satsade i stället helt på den karriär som radiopratare han inlett redan 1964 på Sveriges Radio. Här var han en av de första att lansera ett mindre formellt sätt att påannonsera program och musik, inspirerat av amerikanska discjockeys. Under 1990-talet var Dieden speaker för radiostationen NRJ där han hördes under många år. När NRJ sedan bytte röst tog den lokala Stockholmskonkurrenten Power Hit Radio över honom. Hans röst hördes även på Vinyl 107. Hans karaktäristiska röst har också hörts i många reklamfilmer. Claes Dieden är gravsatt på S:t Eskils kyrkogård.

## Filmmusik
- 1972 – Strandhugg i somras